# اشراف

روحانی، شوالیه و کارگر

اشراف مردم اصیل و به‌خوبی پرورش‌یافتهٔ طبقهٔ اجتماعیِ بالا به‌ویژه در زمان‌های گذشته هستند. در بسیاری موارد صفت اشراف به افرادی گفته می‌شد که می‌توانستند صرفاً با درآمد حاصله از اجاره دادن اموالشان زندگی کنند.